# 2008년 뉴욕 영화 비평가 협회상
제74회 뉴욕 영화 비평가 협회상은 2008년 12월 10일에 열린 시상식이다.

## 수상 및 후보

### 작품상
- 밀크 - 구스 반 산트 수상

### 감독상
- 해피 고 럭키 - 마이크 리 수상

### 각본상
- 레이첼, 결혼하다 - 제니 루메 수상

### 여우주연상
- 해피 고 럭키 - 샐리 호킨스 수상

### 남우주연상
- 밀크 - 숀 펜 수상

### 여우조연상
- 내 남자의 아내도 좋아 - 페넬로페 크루즈 수상

### 남우조연상
- 밀크 - 조슈 브롤린 수상

### 촬영상
- 슬럼독 밀리어네어 - 안소니 도드 맨틀 수상

### 애니메이션상
- 월-E - 앤드류 스탠튼 수상

### 다큐멘터리상
- 맨 온 와이어 - 제임스 마쉬 수상

### 외국영화상
- 4개월, 3주... 그리고 2일 - 크리스티안 문주 수상

### 신인작품상
- 프로즌 리버 - 코트니 헌트 수상